# Montreal Junior Hockey Club
Montreal Junior Hockey Club (francouzsky Le Club de Hockey Junior de Montréal) byl kanadský juniorský klub ledního hokeje, který sídlil v Montréalu v provincii Québecu. V letech 2008–2011 působil v juniorské soutěži Quebec Major Junior Hockey League. Založen byl v roce 2008 po přestěhování St. John's Fog Devils do Montréalu. Zanikl v roce 2011 přestěhováním a vytvořením týmu Blainville-Boisbriand Armada. Své domácí zápasy odehrával v hale Verdun Auditorium s kapacitou 3 795 diváků. Klubové barvy byly kaštanově hnědá a bílá.

## Přehled ligové účasti
Zdroj: 
- 2008–2009: Quebec Major Junior Hockey League (Ouestova divize)
- 2009–2011: Quebec Major Junior Hockey League (Západní divize)